# ستراک نظریان
ستراک نظریان (ارمنی: Սեդրակ Նազարյան زاده ۱۹۴۸، منطقه فریدن، اصفهان)، نقاش ایرانی ارمنی‌تبار بود.

## زندگی‌نامه
وی در سال ۱۹۴۸ میلادی (۱۳۲۷ خورشیدی) در منطقه فریدن، اصفهان به دنیا آمد. تحصیلات خویش را در «مدرسه موراد رافائل»، ونیز پی گرفت و در ۱۳۳۹ خورشیدی آکادمی هنرهای زیبای این شهر را به پایان رساند. وی به عنوان کارشناس مرمت و استادیار و مدرس در دانشگاه هنر شهید بهشتی بود. ستراک نظریان در زمینه مرمت تابلوهای نقاشی قاجار موجود در ایران نقش بسزایی داشته و دارد. با همت وی آثاری که با گذشت زمان در حال نابودی بود نجات یافتند. از اوائل انقلاب تاکنون وظیفه حفظ، نگهداری و مرمت تابلوهای نفیس جمع‌آوری شده در بنیاد مستضعفان به عهده وی است. در سال ۱۹۶۲ (۱۳۴۱) نمایشگاهی در انجمن فرهنگی ایران و ایتالیا از نقاشی‌های فارغ التحصیلان ایرانی-ایتالیا برگزار گردید که آثار نظریان در آنجا به نمایش درآمد. آثار او در موزه هنرهای معاصر تهران در کنار آثار دیگر نقاشان در ۲۰۰۱ (۱۳۸۰) به نمایش درآمد ستراک نظریان هم‌اکنون در تهران زندگی می‌کند.

## فعالیت
- مرمت تابلوهای فرنگی سده‌های ۱۶ تا ۱۸ میلادی موزه سن لازار، ونیز
- مرمت تابلوهای استادان ایتالیایی سده‌های ۱۶ تا ۱۸ در موزه سن لازار، ونیز
- مرمت چند اثر متعلق به دوره رنسانس در قصر دوک (ونیز)
- مرمت تابلوهای هنرهای زیبا کاخ سعد آباد
- مرمت تابلوهای موزه وانک اصفهان
- مرمت تابلوهای کتابخانه و موزه ملی ملک